# كنانة للكود
كنانة للكود (1405 هـ - 1985 م) هي فنانة تشكيلية سورية، وتعد من أبرز الفنانات العرب في مجال الفن التشكيلي، شاركت في عدد من ملتقيات ومعارض الفن التشكيلي في العالم العربي وخارجه شاركت في الكثير من الملتقيات الفنية للفن التشكيلي في دمشق وبعض البلاد العربية منها في بيروت وفي بعض الدولمنها إسبانيا وروسيا وقد كان لها حضوور لافت، ويتوقع لها حضور بارز في مجال الفن التشكيلي على الساحة العربية والساحة العالمية.